# 16804 Bonini
16804 Bonini è un asteroide della fascia principale. Scoperto nel 1997, presenta un'orbita caratterizzata da un semiasse maggiore pari a 2,4273758 UA e da un'eccentricità di 0,1796377, inclinata di 10,42341° rispetto all'eclittica.